# Pseudopeltis filicum
Pseudopeltis filicum är en svampart som beskrevs av L. Holm & K. Holm 1978. Pseudopeltis filicum ingår i släktet Pseudopeltis, ordningen disksvampar, klassen Leotiomycetes, divisionen sporsäcksvampar och riket svampar.  Arten är reproducerande i Sverige. Inga underarter finns listade i Catalogue of Life.